# Gnidia insignis
Gnidia insignis är en tibastväxtart som beskrevs av Robert Harold Compton. Gnidia insignis ingår i släktet Gnidia och familjen tibastväxter. Inga underarter finns listade i Catalogue of Life.